# Опадомір

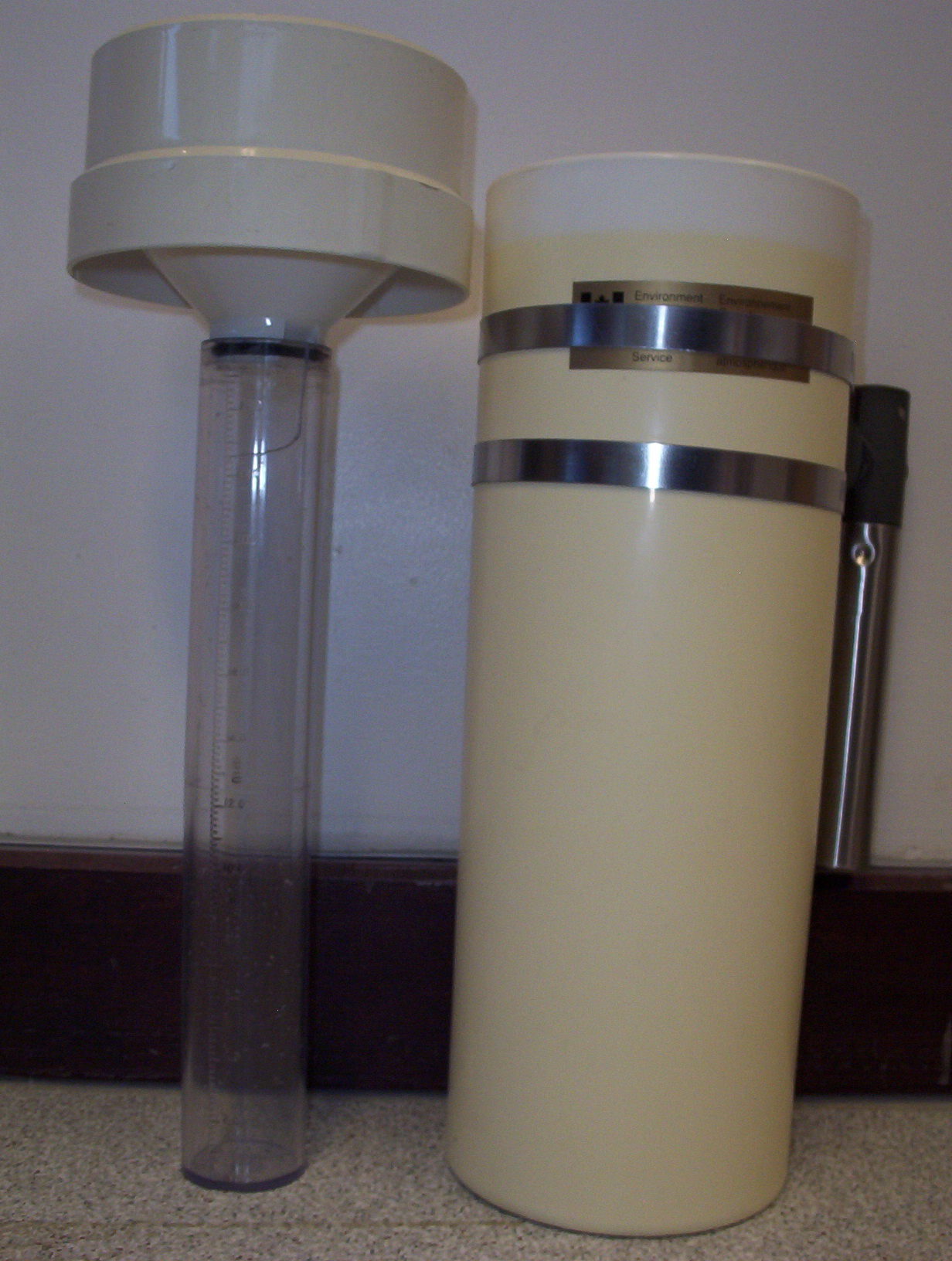
Опадомір

Опадомі́р або плювіо́метр — метеорологічний прилад для вимірювання кількості опадів. Складається з дощевимірювального відра (площа 200 см², висота 40 см), дощевимірювального стакана і спеціального захисту з 16 пластин (конструкція В. Д. Третякова). Кількість опадів вимірюється у міліметрах шару води. Задля постійної реєстрації (наприклад, у віддалених малодоступних місцях) використовують плювіографи, прилади безперервної реєстрації кількості опадів.